# Mont-lès-Seurre
Mont-lès-Seurre är en kommun i departementet Saône-et-Loire i regionen Bourgogne-Franche-Comté i östra Frankrike. Kommunen ligger i kantonen Verdun-sur-le-Doubs som tillhör arrondissementet Chalon-sur-Saône. År 2022 hade Mont-lès-Seurre 188 invånare.

## Befolkningsutveckling
Antalet invånare i kommunen Mont-lès-Seurre
| Referens: INSEE |